# Богатое (Запорожская область)
Богатое (укр. Багате) — село,
Инженерненский сельский совет,
Пологовский район,
Запорожская область,
Украина.
Код КОАТУУ — 2324281902. Население по переписи 2001 года составляло 339 человек.

## Географическое положение
Село Богатое находится на правом берегу реки Конка, выше по течению на расстоянии в 0,5 км расположено село Украинское, ниже по течению на расстоянии в 1 км расположено село Луговское (Ореховский район), на противоположном берегу — село Новокарловка.